# ریدن (فالتس علیا)
ریدِن (به آلمانی: Rieden) یک شهر در آلمان است که در امبرگ-سولزباخ واقع شده‌است. ریدن ۲٬۹۳۷ نفر جمعیت دارد.